# Grotta Sơn Đoòng
La grotta Sơn Đoòng è una grotta nella provincia di Quang Binh, Vietnam, situata nel Parco nazionale di Phong Nha-Ke Bang.

## Storia
Scoperta nel 1991 da Ho Khanh, un uomo del posto, è stata studiata da un gruppo di esploratori britannici. Situata vicino al confine con il Laos, è la più grande grotta del mondo. La caverna è infatti larga, nella maggior parte dei suoi passaggi, circa 80 metri e alta altrettanto, con una lunghezza totale di 4,5 km. Si stima che i suoi passaggi vadano oltre quella distanza, dato che il team della British Cave Research Association ha dovuto fermare la spedizione a causa delle piogge stagionali.
Per quasi 3 km la caverna raggiunge le dimensioni di 140x140 metri, battendo il record della Deer Cave nel Borneo (Malaysia). Il primo team che è entrato si è fermato quando ha incontrato un muro di roccia dell'altezza di 90 metri, mentre il secondo è stato bloccato prima di quel limite dall'arrivo della stagione umida.